# 键盘布局

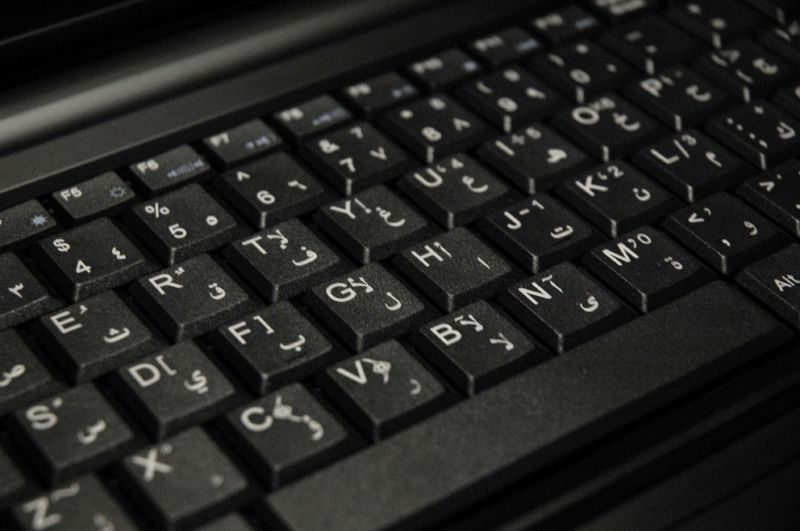
阿拉伯文電腦鍵盤

鍵盤佈局（keyboard layout）是指以按鍵、或鍵上圖例來表示任何特定之機械、視覺或功能的鍵盤佈局方式；或則是在計算機、打字機或其它字體排版鍵盤等之類似設備、以其鍵之關聯含義結構在鍵盤上表現的佈局方式。機械佈局是指鍵盤上的位置及按鍵。視覺佈局是指出現在鍵盤按鍵上的圖例（標籤、標記、圖飾）的排列方式。功能佈局是指鍵盤上所有按鍵由軟件確定其按鍵含義、或鍵盤映射的佈置。
大多數計算機的鍵盤被設計為向操作系統發送鍵盤掃描碼，而不是直接向其發送字符。一開始系列的掃描代碼通過鍵盤佈局軟件轉換為字符流。這使得實體鍵盤可以動態映射任意的佈局數量，而無需切換硬件的組件；只需更改按鍵的轉譯軟件即可。通常，高級的用戶可以更改鍵盤的操作，並且可以使用第三方軟件來修改、或擴展鍵盤的功能。實體按鍵上面顯示的符號可以不必與鍵入文檔中的符號相同。

## 键盘型態
電腦鍵盤由字母、數字，或字符鍵（用於鍵入）、修飾鍵（用於更改其他鍵的功能）、導航鍵（用於在屏幕上移動文本光標），功能鍵以及系統命令鍵（例如Esc和Break用於特殊操作）等部分所組成，而且通常有一數字鍵盤以方便計算。在鍵盤佈局中不同鍵盤模式之間存在著一些差異，也就是、按鍵的數目多少有些不同、以及它們在鍵盤上的放置方式也不大一樣。 但是，不同國家的鍵盤佈局之間的差異、主要是由於字符鍵符號的種類選取不同，以及置放的位置也有所不同。
而一般的標準計算機的鍵盤也稱為PC/AT鍵盤（QWERTY鍵盤），具有101或102個按鍵，按鍵的置放位置遵循單一公認的模式，並且設計為包含26個英語字母。根據用途，PC/AT鍵盤上的按鍵分為六組：
- 功能鍵（F1-F12）;
- 字母數字鍵（~`, !1, @2-(9, )0, _-）；
- 方向鍵（Home，End，Page Up，Page Down，Delete，←Backspace，←，→，↑，↓）;
- 數字鍵盤按鍵（Num Lock, /, *, -, +, ↵ Enter, ., 0, 1-9）；
- 專用鍵（Esc，Print Screen，Pause，Insert…等等）；
- 修飾鍵（⇧Shift，Ctrl，Alt，Alt Gr，⇪Caps Lock，Num Lock，Scroll Lock）。
- 另在現代的鍵盤上，有⊞Win和≣ Menu，或⌘Cmd等特殊按鍵。

上述的按鍵印有单个字母（一般印大写字母）的键能够生成大小写字母，生成大写字母时通常要和⇧ Shift键（一般标做⇧）配合使用。⇧ Shift键也用来输入印有两个符号的键上印在上面一个符号，下面那个符号可以直接输入，不需要按Shift键。键盘时常会有第二有效Shift键，用来上述两个符号之外的其他符号。这些符号通常印在主符号的右侧或者不印出来。第二⇧ Shift键通常标做AltGr或是⌥ Option。一般键盘结构裡还包括Ctrl键和Alt键。这些和⇧ Shift, ⇪ Caps Lock, ⌥ Option, ⌘ Cmd等类似的键称作修饰键。另外还有一些功能键实现软件定义的功能。

### 電腦鍵盤
一個電腦鍵盤包括用於輸入字母、數字或字符的按鍵，還有用於改變其他按鍵功能的修飾鍵、在螢幕上移動文字游標的方向鍵，執行特殊操作的功能鍵和系統命令鍵（如Esc和Break）。通常配備一個數字鍵盤便於進行計算。而一般所使用的鍵盤以 QWERTY 配置為主。

典型的計算機鍵盤由不同按鍵的類型(以不同的顔色標示)所組成。

### 字符鍵
鍵盤的核心部分由字符鍵組成，可用於鍵入字母和其它字符。 通常，有三列的按鍵是用於鍵入字母和標點符號，最上一列用於鍵入數字及特殊符號，而 Space bar是置放在底列。字符鍵的鍵位佈置類似傳統打字機的鍵盤佈局。

### 修飾鍵
除了字符鍵之外，鍵盤還包括一些特殊按鍵，它們本身不執行任何操作，而是修改其他按鍵的功能。例如，⇧ Shift可用於修改字符鍵的輸出，而Ctrl、Alt和AltGr與其他按鍵結合使用時會觸發特殊操作。（蘋果鍵盤上的按鍵標籤不同，但功能相當，詳見下文）。

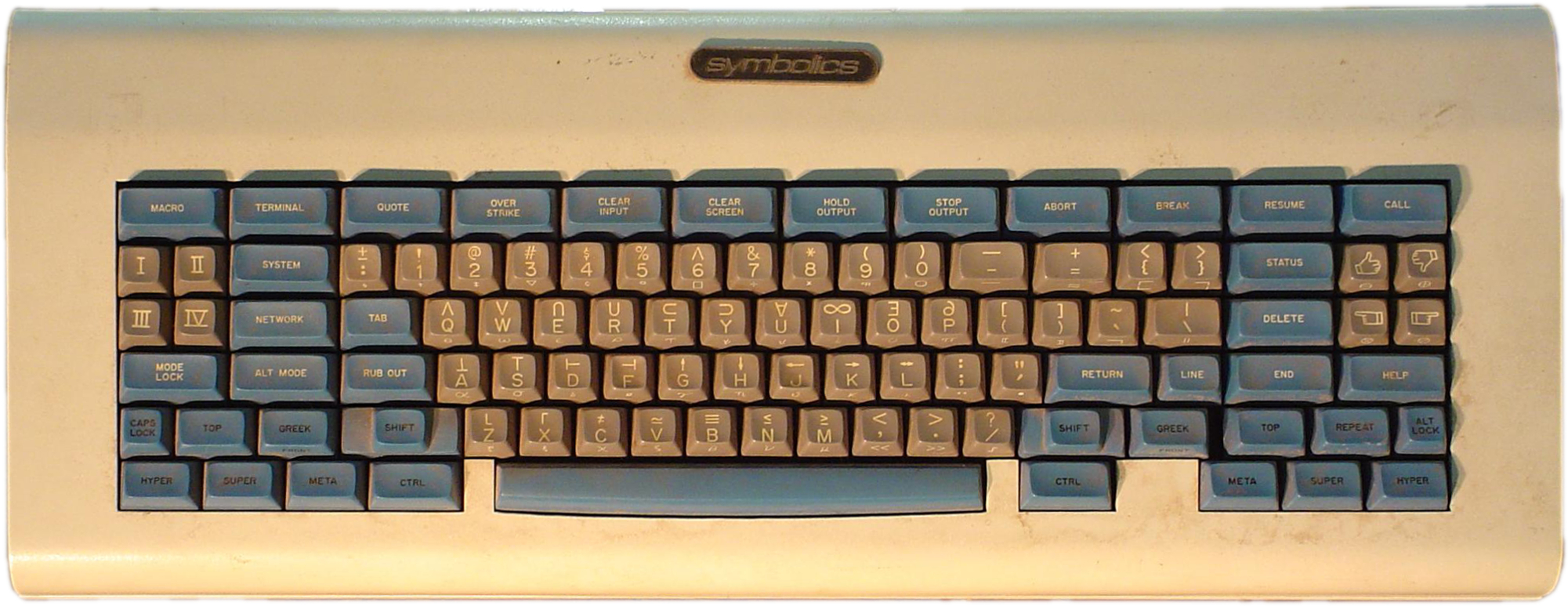
MIT研发的Space-cadet keyboard，一种具有大量修饰键的键盘。它配备了四个控制键 （和）和三个转换键（和键）。

通常，在按下另一個鍵時需要同時按下修改鍵。為了方便這一點，修飾鍵通常成對出現，位於鍵盤下方的左右兩側都有一個功能相同的鍵，如此一來能夠實現一隻手按住修改鍵，另一隻手就可以按下其他鍵以執行鍵盤指令。
一個只標有單個字母（通常是大寫形式）的字母鍵，通常可以按下以輸入小寫或大寫字母，而要輸入大寫字母則需要同時按住⇧ Shift。⇧ Shift也用於輸入在部分鍵上印有兩種符號的符號（通常位於左上角），而輸入另一種符號則不需要使用修飾鍵。
而蘋果標準鍵盤的配置有⌘ Cmd和⌥ Option。⌥ Option的使用方式類似於 AltGr 鍵，而⌘ Cmd則類似於Ctrl和Alt，用於使用選單選項和其他快捷方式。

#### 死键
结合键，英语中叫「死键」(Dead key)，在单击的时候不产生字符，但是会修改随后一个按键的输入结果。在有些系统裡，单击此键无显示，但是在在有些文本输入系统里会显示一个等候输入的标记，等候输入主体字母或是敲击空格输入单独的附加符号。许多拉丁字母语言会有这种带附加符号但是不在键盘按键上标示的字符。比如说很多键盘布局里锐音键是个结合键。这种状况下，先按下尖音符再按下a就会輸出á。尖音符紧跟空格键会輸出单独的尖音符。相較於次要位移修飾鍵，死鍵方法可能稍微複雜一些，但它可以提供更多的額外字母。使用AltGr，每個鍵只能產生一個或兩個額外字母（如果同時使用普通的Shift鍵），而使用死鍵可以將特定的符號附加到不同的基本字母上。
大多数键盘遵从 ISO 9995 配置标准。该键盘布局是 1984 年由 AFNOR 裡的用户在 Alain Souloumiac 的指导下定义的。针对此项目一位知名的人体工学专家写了一份报告 (Yves Neuville, Le clavier bureautique et informatique, Cedic-Natan 1985) 被 1985 年 ISO 柏林会议采纳并成为参考标准。
Mac OS X 系统中，许多键盘布局使用结合键。美国扩展键盘大量使用死键（通过按该键或shift+该键实现）让大量字符能够快捷输入。

#### 組合鍵
Compose可視為通用死鍵，某些系統可以替代或附加於更特定的死鍵之上。

### 專用鍵
根據應用程式設定，某些鍵盤鍵不用於輸出字符，而是由系統解釋為格式、模式轉換或系統的特殊命令。以下範例可在個人電腦鍵盤上找到。 

#### 系統請求鍵與列印螢幕

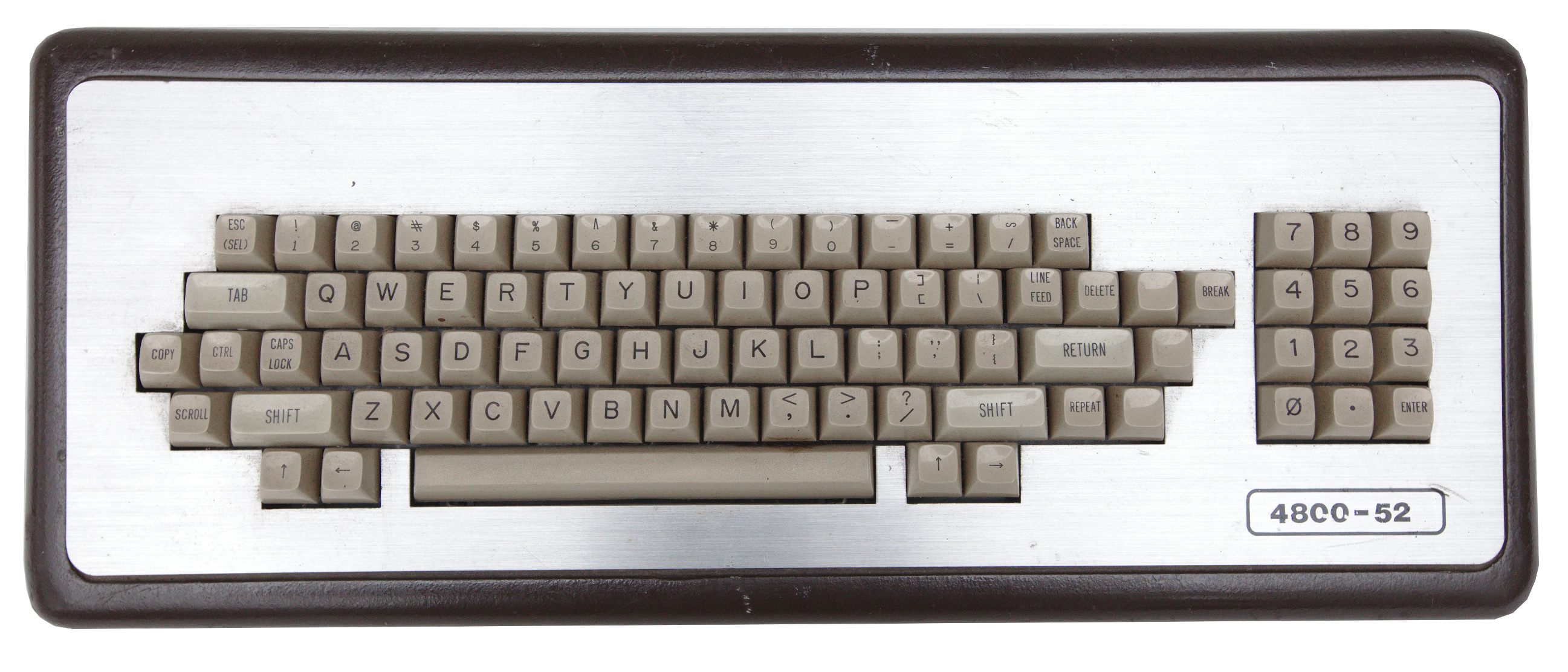
約於1980年代中期的4800-52 型號的主機／啞終端鍵盤。可以觀察到修飾鍵和方向鍵以及其他功能鍵的獨特配置，

系統請求SysRq和列印螢幕PrtSc通常分配在相同的鍵位上。SysRq在早期電腦中，作為從崩潰中復原的緊急按鈕（在某些時候，會被用來做為與Linux核心溝通的按鈕。參見Magic SysRq組合鍵）。PrtSc的指令用於對整個螢幕進行截圖並傳送到印表機，但現在它通常將螢幕截圖放在剪貼版中。

## 中日韩文字键盘
中日韓統一表意文字可用不同輸入法輸入，鍵盤常加印所需輸入法的字根，或甚至配合輸入法而改變鍵位配置。

### 中文「四合一」鍵盤
此鍵盤常稱為「四合一」的键盘，或逕行稱之為「中文鍵盤」，廣泛使用於臺港澳等地。键的左上是美式標準布局，右上是注音，左下是仓颉，右下是大易。
中国大陆以基于拉丁字母的汉语拼音为主要输入法，使用美国标准键盘布局而非专用的中文键盘，少部分键盘会在键帽加印五笔字根。
其他形碼輸入法（如中国大陆郑码、台湾行列）的字根則一般不印於鍵盤。

### 韓文键盘
常見的諺文鍵盤為將字根直接排列於鍵盤字母區之二區式鍵盤，然另有是承襲打字機布局，區分初中終聲的三區式鍵盤。

### 日文假名键盘
日本国内多使用JIS标准的键盘布局，但如今的操作系统（无论是计算机还是手机）亦可用罗马字输入日文。

## QWERTY布局

### 美国
美式键盘不仅用于美国，也用于其他英语和非英语地区，如澳大利亚、加拿大、新西兰、南非、中国等地区。但英国与爱尔兰例外，它们使用英国标准键盘。

### 美国国际
美国国际（US-international）键盘将右Alt键改为AltGr 键，以供输入一些特殊字符。（对于没有右Alt键的小键盘，Windows系统也支持使用Ctrl+Alt替代。）美国国际键盘将'、`、"、^、~用作死鍵，以便输入含有附加符号的字符。这个布局由软件实现，可在不少操作系统的设置中找到。这个键盘布局适用于大部分西欧语言。
要输入附加符号，可以先按下对应的死鍵，再按下需要添加符号的字母：
- ' + 元音 → 元音加尖音符，如： '+e → é
- ` + 元音 → 元音加重音符，如： `+e → è
- " + 元音 → 元音加分音符，如： "+e → ë
- ^ + 元音 → 元音加扬抑符，如： ^+e → ê
- ~ + a/n/o → 加波浪线，如：~+n → ñ；~+o → õ
- ' + c → ç（Windows）或ć（X11）

如果要使用死鍵本身的字母，按好后用空格即可。

### 加拿大
绝大多数使用英语的加拿大人使用与美国一致的键盘布局，少数人使用与美式键盘略有差异的其他样式键盘。

### 荷兰
现今荷兰多使用美式键盘和美国国际输入法，而以前荷兰语键盘布局较常见。

### 羅馬尼亞
羅馬尼亞官方標準鍵盤配置是QWERTY。官方標準文件SR 13392:2004對此建立了兩種配置：主要(Romanian (Standard))和次要(Romanian (Programmers))。
主要配置適用於已學會如何使用舊版微軟輸入法的用戶。次要配置主要由編寫程式的工程師使用，它與美式鍵盤上按鍵排列不衝突。

羅馬尼亞語在 Windows 9x/2000/ME/XP 使用QWERTZ配置

在 Windows 9x/2000/ME/XP 上，預設羅馬尼亞語使用QWERTZ配置（對應到了舊版標準）。在Vista出現之前，有四個羅馬尼亞語特定字符在 Microsoft Windows版本中被錯誤輸出，直到2012年才進行了修正：
- Ș (U+0218，S+,) – 被錯誤輸出為 Ş (U+015E，S+¸)
- ș (U+0219，s+,) – 被錯誤輸出為 ş (U+015F，s+¸)
- Ț (U+021A，T+,) – 被錯誤輸出為 Ţ (U+0162，T+¸)
- ț (U+021B，t+,) – 被錯誤輸出為 ţ (U+0163，t+¸)

## QWERTZ

### 波斯尼亚、克罗地亚、塞尔维亚、斯洛文尼亚
波士尼亞語、克羅埃西亞語、塞爾維亞語和斯洛維尼亞語的鍵盤佈局共有五個額外的特殊字符：Č、Ć、Ž、Š 和 Đ。在 1980年代，這種鍵盤配置在南斯拉夫社會主義聯邦共和國作為標準化配置。
字符Ć和Đ是盖伊式拉丁字母的一部分，然而斯洛維尼亞字母並不包含這兩個字（因為斯洛維尼亞語沒有這兩個音），但出於歷史、經濟原因，以及密切使用南斯拉夫語書寫單詞，這兩個字母仍保留於斯洛維尼亞的鍵盤配置中。字符Ž位於鍵盤上Ć鍵的右側。這種鍵盤配置具有較長的Back，以及倒L形的↵ Enter。
此配置大量使用AltGr鍵於非字母字符，以及死鍵組合用於向拉丁字符添加變音符號。只有波士尼亞語、克羅埃西亞語、塞爾維亞語的鍵盤配置可以輸入德語和義大利語。
另外，斯洛維尼亞鍵盤配置有一種新版本的被建議使用，它將移除預設輸入法配置上的Ć和Đ並添加@。而⌘ Command也將被翻譯成斯洛維尼亞語，部分次級配置將做一些小幅度的更動。 
對塞爾維亞語，還有一種西里爾字母的組態，其中Q和W分別替換為Љ(Lj)和Њ(Nj)。
然而蘋果公司推出的麥金塔和iPhone，克羅埃西亞語的鍵盤配置為QWERTY。

### 瑞士、列支顿士敦、卢森堡
1930年代，瑞士及列支敦斯登兩國官方正式廢止字母ß（然而瑞士的出版業者仍繼續使用），所以在Windows上，瑞士德語的配置找不到只在德國和奧地利通行的字母ß。而Linux通常將ß透過 AltGr+S輸出。
瑞士的鍵盤配置會因為瑞士德語和瑞士法語有所差別。德語變音字母不須搭配⇧ Shift可在直接使用ä、ö、ü，相反地，法語版本具有一些重音字母（如é、à、è）可以直接使用。這些字母在實體鍵盤上表現了兩種語言的配置，根據使用者的設定才會有所差異。
盧森堡沒有自己的鍵盤配置。在盧森堡，教育機構及行政部門使用瑞士法語配置，這也反映在微軟作業系統的預設鍵盤配置，然而一些私營機構更喜歡比利時語配置。

## HCESAR
HCESAR是一種已經過時的打字機和電腦鍵盤布局。「HCESAR」是該鍵盤布局字母區第一行的前六個字母。鍵的安排順序由葡萄牙總理薩拉查於1937年7月21日行政命令設計。
這鍵盤獨特之處是省略數字0，所以只好使用字母O，另外，也有一些省略數字1的打字機。
HCESAR鍵盤是公共行政和大多數私營公司的打字機。直到1970年代，這種鍵盤漸漸替換成AZERTY鍵盤。

## 非拉丁字母键盘

### 阿拉伯字母

#### 阿拉伯语
Windows版
Mac版

### 西里尔字母

#### 俄语
JCUKEN（ЙЦУКЕН）鍵盤

音標鍵盤

#### 保加利亚
還有另一種被廣泛使用的非正式配置：拼音配置，這種配置的西里爾字母被對應到「聽起來」或「看起來」相似的QWERTY拉丁字母鍵，但有幾個例外，如：Я對應的是字母Q，Ж對應的是字母V。在某些作業系統（包括Microsoft Windows、Apple Mac OS X 和Ubuntu Linux）中，這個配置可作為BDS（保加利亞標準化研究所）配置的替代方案。
通常，保加利亞語的使用者可以通過按⇧ Shift+ Alt在拉丁文配置和西里爾字母配置之間切換，通過⇧ Shift+Ctrl則可以在BDS配置和拼音配置之間切換。

### 婆罗米系文字

#### 泰文
泰文键盘很少使用Shift键。虽然泰国大量使用阿拉伯数字，但是它们并没出现在主键盘上。泰国人用数字键盘输入数字。重音键不用来输入文字，只用来切换输入的语言。

#### 藏语

##### 中华人民共和国
中华人民共和国国家标准藏语键盘布局

#### 貝貝因
菲律賓統一碼鍵盤佈局，針對使用者鍵盤設定的不同，而包含了以下配置：QWERTY、闊碼和德沃夏克。所有這些都適用於 Microsoft Windows 和 Linux。

## 单手键盘
便于单手操作的设计
右手
左手

## 拇指键盘
便於拇指操作的設計，一般使用在便攜設備上。

## 参閲
- 中文输入法
- 电脑键盘
- 語言代碼
- 香港技術標準
- 人體工學鍵盤宗喀語鍵盤佈局（英语：Dzongkha keyboard layout）
- Neo鍵盤佈局（英语：Neo (keyboard layout)）